# Kråketjärnen (Sandhults socken, Västergötland)
Kråketjärnen är en sjö i Borås kommun i Västergötland och ingår i Rolfsåns huvudavrinningsområde.